# 僕たちのアナ・バナナ
『僕たちのアナ・バナナ』（Keeping the Faith）は2000年製作のアメリカ映画である。エドワード・ノートン監督のニューヨークを舞台にしたロマンティック・コメディ。脚本を書いたスチュアート・ブルムバーグは、ノートンの大学時代からの友人。
2000年の第13回東京国際映画祭で上映され、ノートンとブルムバーグもゲストとして登場。同映画祭で、脚本賞を受賞した。

## あらすじ
幼馴染のジェイクとブライアンは、それぞれユダヤ教のラビとカトリックの神父になった。宗教が違っても大親友の二人のもとに、ある日幼馴染のアナ・バナナが現れる。二人そろって美しく成長したアナに恋をするが、ラビであるジェイクはユダヤ人女性としか結婚が出来ず、ブライアンはそもそも結婚できない立場だった。ある時、ジェイクとアナが一線を越えてしまうが、2人はブライアンには黙っておくことにする。そうとは知らないブライアンは一途にアナを想い続けるが、結局は彼女からジェイクとの関係を知らされ、ヤケ酒に走ってしまう。ジェイクも、ユダヤ教徒以外の女性との付き合いが教会で問題視されて、苦しい立場に置かれていた。三者三様に葛藤していた時、アナのもとに会社から転勤の通知が届く。

## キャスト
※括弧内は日本語吹替
- ブライアン・フィン - エドワード・ノートン（松本保典）
- ジェイク・シュラム - ベン・スティラー（森川智之）
- アナ・ライリー - ジェナ・エルフマン（五十嵐麗）
- ルース・シュラム - アン・バンクロフト（磯辺万沙子）
- ハヴェル神父 - ミロス・フォアマン（渡部猛）
- ラリー・フリードマン - ロン・リフキン（小山武宏）
- ベン・ルイス - イーライ・ウォラック（藤本譲）
- アリ・デッカー - リサ・エデルシュタイン（寺内よりえ）
- ボニー・ローズ - ホランド・テイラー（定岡小百合）
- エレン・フリードマン - スージー・エスマン
- ドン - ケン・レオン（水野龍司）